# Pensée de Lapeyrouse
Viola diversifolia
Espèce
Classification phylogénétique
La Pensée de Lapeyrouse (Viola diversifolia) est une espèce de plantes à fleurs de la famille des Violaceae et du genre Viola.
On peut la trouver dans le Parc national des Pyrénées.